# (21083) 1991 TH14
(21083) 1991 TH14 là một tiểu hành tinh vành đai chính được phát hiện bởi Charles de Saint-Aignan ở Đài thiên văn Lowell.